# Пурпурна лястовица
Пурпурна лястовица (Progne subis) е вид птица от семейство Лястовицови (Hirundinidae).

## Разпространение и местообитание
Разпространен е в Аржентина, Аруба, Бахамските острови, Белиз, Боливия, Бразилия, Венецуела, Гватемала, Гвиана, Доминиканската република, Еквадор, Канада, Колумбия, Коста Рика, Куба, Мексико, Никарагуа, Панама, Парагвай, Перу, Пуерто Рико, САЩ, Суринам, Търкс и Кайкос, Хаити и Хондурас.